# 사토 야스유키
사토 야스유키(일본어: 佐藤 康之, 1966년 4월 12일 ~ )는 일본의 전 축구 선수이다.

## 구단 경력
1985년 일본 사커 리그의 마쓰다(산프레체 히로시마)에 입단했다. 1994년에 J리그 준우승. 1997년 재팬 풋볼 리그의 오이타 트리니티로 이적했다. 1997년후 현역 은퇴.